# اگر پسر بودم
«اگر یک پسر بودم» یا اگر من یک پسر بودم (به انگلیسی: If I Were a Boy) یک تک‌آهنگ از هنرمند اهل ایالات متحده آمریکا بیانسه است که در ۱۲ اکتبر ۲۰۰۸ منتشر شد. این تک‌آهنگ در آلبوم من...ساشا فیرس هستم قرار داشت.